# Das Hohe Ufer
Das Hohe Ufer war eine von Hans Kaiser herausgegebene spätexpressionistische Monatsschrift, die im Umkreis der Kestner-Gesellschaft erschien. Herausgeber war Hans Kaiser, die Zeitschrift erschien vom Januar 1919 bis Dezember 1920 im Verlag Ludwig Ey in Hannover. Der Titel des avantgardistisch-dadaistischen Blattes bezieht sich auf den hannoveranischen Stadtteil Hohes Ufer.
Den Druck lieferte Molling & Co. ebenso wie für das Plakat für „Das Hohe Ufer - neues Heft“ von Ferdy Horrmeyer.
Beiträge lieferten unter anderem:
- Paula Modersohn-Becker
- Franz Blei
- Kasimir Edschmid
- Walter Gropius („Der neue Baugedanke“)
- Klabund
- Hans Poelzig („Staatliches Bauwesen“)
- Paul Scheerbart
- Christof Spengemann („Der Maler Kurt Schwitters“)
- Heinrich Tessenow
- Georg Trakl
- Bruno Taut
- Franz Werfel

Als Illustratoren wirkten mit:
- Ernst Moritz Engert
- Lyonel Feininger
- Wilhelm Plünnecke
- Arnold Topp
- Kurt Schwitters

Für die Auswahl der auch in der Zeitschrift veröffentlichten älteren Texte (Novalis, Jean Paul u. a.) war meist der Autor und Dramaturg Johann Frerking verantwortlich.